# Franca Marzi
Franca Marzi, nome d'arte di Francesca Marsi (Roma, 18 agosto 1926 – Cinisello Balsamo, 6 marzo 1989), è stata un'attrice italiana, attiva nel cinema soprattutto negli anni cinquanta.

## Biografia
Dopo aver lavorato nel teatro di rivista, debuttò ufficialmente sul grande schermo poco più che ventenne in Amanti in fuga (1946) di Giacomo Gentilomo. Bruna, alta, dotata di una bellezza sensuale e prorompente, fu spesso impiegata dal cinema in ruoli di maggiorata e di donna fatale in film strappalacrime, storici o comici, di frequente al fianco di Totò (Fifa e arena, 1948; Totò terzo uomo, 1951; Totò, Fabrizi e i giovani d'oggi, 1960, etc.).
Il ruolo più significativo fu quello della prostituta Wanda in Le notti di Cabiria (1957), diretto da Federico Fellini; per l'efficace interpretazione venne premiata con il Nastro d'argento; apparve inoltre in Fantasmi a Roma di Antonio Pietrangeli (1961). A partire dai primi anni sessanta si allontanò man mano dallo schermo; l'ultimo film fu Ecco noi per esempio... del 1977.
Nel febbraio 1989 fu colpita da un infarto, recidivato un mese più tardi; ricoverata all'ospedale di Cinisello Balsamo, vi morì dopo cinque giorni all'età di 62 anni. Era sposata con il pugile Franco Festucci.

## Filmografia

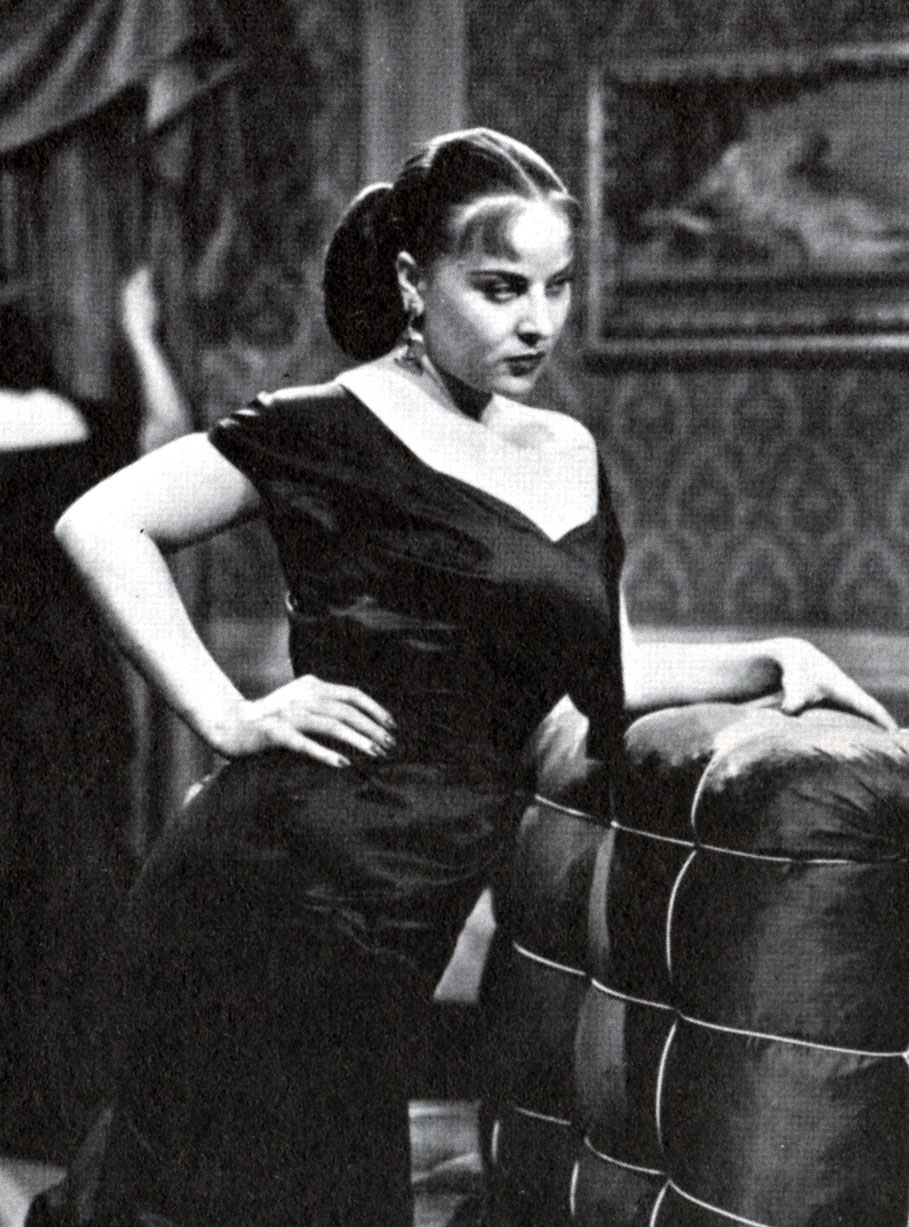
Franca Marzi nel 1949

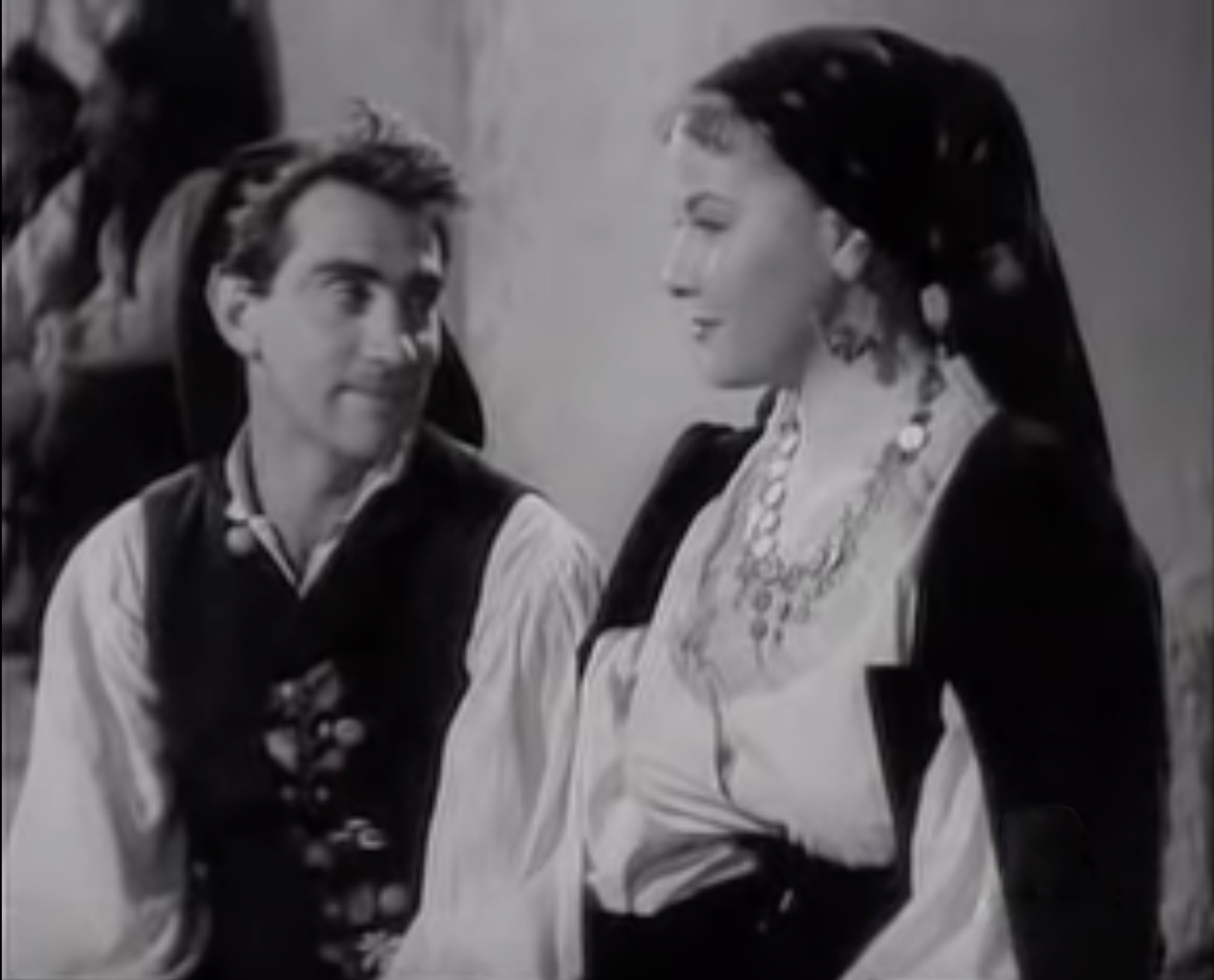
Walter Chiari e Franca Marzi in Vendetta... sarda (1952)

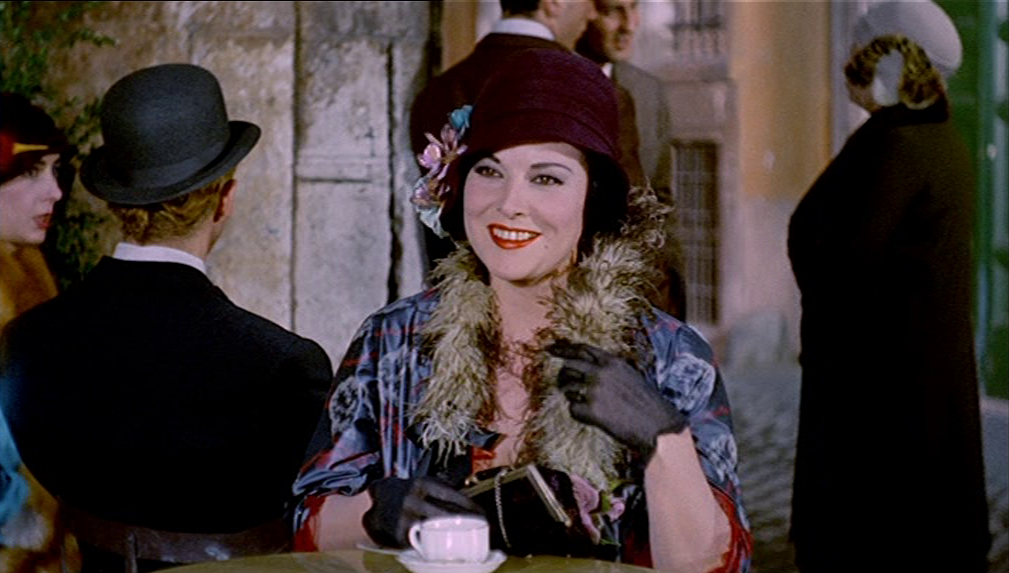
Franca Marzi nel film Gastone (1960)

- Harlem, regia di Carmine Gallone (1943) (come comparsa)
- Amanti in fuga, regia di Giacomo Gentilomo (1946)
- I due orfanelli, regia di Mario Mattoli (1947)
- Tombolo, paradiso nero, regia di Giorgio Ferroni (1947)
- Fifa e arena, regia di Mario Mattoli (1948)
- Follie per l'opera, regia di Mario Costa (1948)
- L'isola di Montecristo, regia di Mario Sequi (1948)
- Una lettera all'alba, regia di Giorgio Bianchi (1948)
- Calamita d'oro, regia di Armando Fizzarotti (1948)
- Totò le Mokò, regia di Carlo Ludovico Bragaglia (1949)
- Al diavolo la celebrità, regia di Steno, Mario Monicelli (1949)
- I pirati di Capri, regia di Giuseppe Maria Scotese (1949)
- La figlia del peccato, regia di Armando Ingegnero (1949)
- Il figlio di d'Artagnan, regia di Riccardo Freda (1949)
- Ho sognato il paradiso, regia di Giorgio Pàstina (1949)
- Maracatumba... ma non è una rumba, regia di Edmondo Lozzi (1949)
- Napoli eterna canzone, regia di Silvio Siano (1949)
- L'edera, regia di Augusto Genina (1950)
- Figaro qua, Figaro là, regia di Carlo Ludovico Bragaglia (1950)
- Bellezze in bicicletta, regia di Carlo Campogalliani (1951)
- Il capitano nero, regia di Giorgio Ansoldi (1951)
- Anema e core, regia di Mario Mattoli (1951)
- Arrivano i nostri, regia di Mario Mattoli (1951)
- Vendetta... sarda, regia di Mario Mattoli (1951)
- Totò terzo uomo, regia di Mario Mattoli (1951)
- Milano miliardaria, regia di Marcello Marchesi, Vittorio Metz (1951)
- La paura fa 90, regia di Giorgio Simonelli (1951)
- Lorenzaccio, regia di Raffaello Pacini (1951)
- Amor non ho... però... però, regia di Giorgio Bianchi (1951)
- La vendetta di Aquila Nera, regia di Riccardo Freda (1951)
- La vendetta del corsaro, regia di Primo Zeglio (1951)
- Una bruna indiavolata!, regia di Carlo Ludovico Bragaglia (1951)
- Carcerato, regia di Armando Grottini (1951)
- Fuoco nero, regia di Silvio Siano (1951)
- Santa Lucia luntana..., regia di Aldo Vergano (1951)
- Tizio Caio Sempronio, regia di Marcello Marchesi, Vittorio Metz e Alberto Pozzetti (1951)
- Verginità, regia di Leonardo De Mitri (1951)
- Vedi Napoli e poi muori, regia di Riccardo Freda (1952)
- Tragico ritorno, regia di Pier Luigi Faraldo (1952)
- Eran trecento..., regia di Gian Paolo Callegari (1952)
- Io, Amleto, regia di Giorgio Simonelli (1952)
- Salvate mia figlia, regia di Sergio Corbucci (1952)
- La voce del sangue, regia di Pino Mercanti (1952)
- A fil di spada, regia di Carlo Ludovico Bragaglia (1952)
- Delitto al luna park, regia di Renato Polselli (1952)
- Maschera nera, regia di Filippo Walter Ratti (1952)
- I morti non pagano tasse, regia di Sergio Grieco (1952)
- Non ho paura di vivere, regia di Fabrizio Taglioni (1952)
- Ultimo perdono, regia di Renato Polselli (1952)
- Canto per te, regia di Marino Girolami (1953)
- Rivalità, regia di Giuliano Biagetti (1953)
- Fermi tutti... arrivo io!, regia di Sergio Grieco (1953)
- La carovana del peccato, regia di Pino Mercanti (1953)
- Canzoni a due voci, regia di Gianni Vernuccio (1953)
- Il cavaliere di Maison Rouge, regia di Vittorio Cottafavi (1953)
- Cavallina storna, regia di Giulio Morelli (1953)
- Lasciateci in pace, regia di Marino Girolami (1953)
- I Piombi di Venezia, regia di Gian Paolo Callegari (1953)
- Riscatto, regia di Marino Girolami (1953)
- Il medico dei pazzi, regia di Mario Mattoli (1954)
- Il mostro dell'isola, regia di Roberto Bianchi Montero (1954, come Frana Marzi)
- Il barcaiolo di Amalfi, regia di Mino Roli (1954)
- L'orfana del ghetto, regia di Carlo Campogalliani (1954)
- Ritrovarsi all'alba, regia di Adolfo Pizzi (1954)
- Suor Maria, regia di Luigi Capuano (1955)
- La trovatella di Milano, regia di Giorgio Capitani (1956)
- Le notti di Cabiria, regia di Federico Fellini (1957)
- Fortunella, regia di Eduardo De Filippo (1958)
- Racconti d'estate, regia di Gianni Franciolini (1958)
- Il raccomandato di ferro, regia di Marcello Baldi (1959)
- Totò, Fabrizi e i giovani d'oggi, regia di Mario Mattoli (1960)
- Gastone, regia di Mario Bonnard (1960)
- La contessa azzurra, regia di Claudio Gora (1960)
- La garçonnière, regia di Giuseppe De Santis (1960)
- Psycosissimo, regia di Steno (1961)
- Fantasmi a Roma, regia di Antonio Pietrangeli (1961)
- Le tardone, regia di Marino Girolami (1964, episodio Canto flamenco)
- L'uomo che bruciò il suo cadavere, regia di Gianni Vernuccio (1964)
- Scusi, lei è favorevole o contrario?, regia di Alberto Sordi (1966)
- Il mestiere di vincere, regia di Gianfranco Bettetini – miniserie TV (1968)
- Ecco noi per esempio..., regia di Sergio Corbucci (1977)

## Doppiatrici
- Tina Lattanzi in Fifa e arena, Napoli eterna canzone, Figaro qua, Figaro là, Amor non ho... però... però, La vendetta di Aquila Nera, Verginità, Bellezze in bicicletta, La paura fa 90, Tragico ritorno, I morti non pagano tasse, Canto per te
- Dhia Cristiani in Al diavolo la celebrità, L'edera, Anema e core, Vendetta...sarda, Racconti d'estate, Psycosissimo
- Lydia Simoneschi in Io, Amleto, Fermi tutti...arrivo io!, Canzoni a due voci, Rivalità
- Marcella Rovena in Amanti in fuga, Ho sognato il paradiso
- Nella Maria Bonora in Una lettera all'alba, Maracatumba... ma non è una rumba
- Rina Morelli in L'isola di Montecristo
- Gabriella Genta in Tizio, Caio e Sempronio
- Giovanna Scotto in A fil di spada
- Andreina Pagnani in Gastone